# John Webster

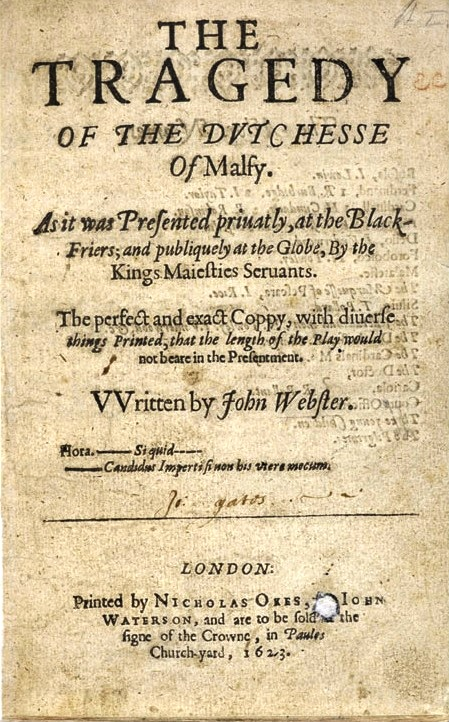
Az Amalfi hercegnő 1623-as kiadásának címlapja

John Webster (1580 körül – 1634 körül) angol drámaíró, William Shakespeare késői kortársa. A fehér ördög (The White Devil) és az Amalfi hercegnő (The Duchess of Malfi) című tragédiáit a 17. századi angol irodalom mesterműveinek tekintik.

## Élete
Webster életének nagy részét homály fedi, többek között születésének és halálának pontos dátuma sem ismert. Valószínű, hogy Webster Londonban vagy a város közelében született. Amit tudni lehet biztosan, hogy 1606. március 18-án feleségül vette a 17 éves Sara Peniallt, és hogy John nevű fiukat 1606. május 8-án keresztelték meg. Életére ezen túl csak színpadi darabjaiból következtethetünk. Webster 1620-as évek végén még biztosan írt műveket, azonban egy bizonyos Thomas Heywood 1634. november 7-ei feljegyzésében már múlt időben beszél az íróról.

## Magyarul
- Amalfi hercegnő. Tragédia; ford. Vas István, jegyz. Szenczi Miklós, András T. László; inː Angol reneszánsz drámák. Shakespeare kortársai, 1-3.; vál., szerk., bev. Szenczi Miklós; Európa, Bp., 1961 (A világirodalom klasszikusai)
- Amalfi hercegnő. Tragédia; ford. Vas István; Nemzeti Színház, Bp., 2009 (Nemzeti Színház színműtár)